# 土岐市立濃南小学校
土岐市立濃南小学校（ときしりつ のうなんしょうがっこう）は、岐阜県土岐市にある公立小学校。

## 概要
- 通学区域は、は鶴里町、曽木町である。公立中学校の進学先は土岐市立濃南中学校である[1]。また、濃南中学校とは小中一貫教育（併設型）を行なっている。
- 土岐市立濃南中学校に隣接する。これは濃南小学校の校地は元々濃南中学校のグラウンドであったからである[2]。
- 2019年（平成31年）4月から小規模特認校となっている。

## 沿革
土岐市立濃南小学校は、2015年（平成27年）に鶴里地区の鶴里小学校と曽木地区の曽木小学校を統合し、開校した小学校である。
- 2014年（平成26年）1月 - 校舎の起工式を行う。
- 2015年（平成27年）
  - 3月 - 校舎（木造2階建。一部鉄骨造）が完成。
  - 4月7日 - 開校式を行う。
- 2016年（平成28年）- 校舎がグッドデザイン賞受賞
- 2018年（平成30年） - 濃南中学校との小中連携教育を開始。
- 2020年（令和2年） - 濃南中学校との小中一貫教育（併設型）を開始。

## 周辺
- 国道363号